# Vicente Lledó Parrés
Vicente Lledó Parres (n. Alicante, 1932 - f. Madrid, 1993) fue un grafólogo español creador de la grafología racional y de las técnicas de la grafoterapia.

## Biografía
Nacido en Alicante en 1932, hijo de un alto cargo político republicano, las circunstancias históricas de su país le obligaron a iniciar su formación profesional y educativa de forma autodidacta desde muy niño.
Sus primeros estudios estuvieron relacionados con el comercio y sus primeros trabajos con el diseño gráfico, lo que le llevó en la primera etapa de su vida a trabajar en el dibujo y la publicidad, incluso llegó a responsabilizarse de equipos de publicidad en varias empresas. Se interesa en esta época por la poesía y por la política, hasta el punto de participar activamente en un partido progresista.
Su vocación por la Grafología se manifiesta a principios de los años setenta, cuando empieza a interesarse por los trabajos de Xandró, Aflegret y más tarde Augusto Vels.
Ingresa en la Sociedad Española de Grafología como miembro fundador y más tarde es diplomado por la Facultad de Medicina en Grafología y Grafopatología con Mención de Honor, debido a su trabajo sobre la relación entre la escritura y el cáncer.
A finales de la década de los setenta empieza a investigar sobre la posibilidad de crear un método de reeducación escritural que bajo la hipótesis de que, si la escritura es "el espejo del alma", cambiando la escritura se podría cambiar la personalidad e incluso curar las enfermedades que la afectan. Sería el germen de la Grafoterapia definida como técnica terapéutica para tratar dolencias emocionales a través de la reeducación escritural.
Inicia entonces una serie de investigaciones con enfermos que tienen por objeto comprobar esta posibilidad y observa que en muchos casos se consigue erradicar la enfermedad y en otros aliviar los síntomas de modo llamativo utilizando la reeducación de los trazos de la escritura.
Durante este periodo estudia y trabaja con un centenar de casos aplicando las técnicas de Grafoterapia y realizando seguimientos muy exhaustivos de los mismos, consiguiendo resultados positivos, lo que le anima a ofrecer este sistema como alternativa de terapia.
Posteriormente se integra en la Sociedad de Grafología y Grafoterapia. Tras lo cual realiza numerosos estudios relacionando alteraciones de la escritura con enfermedades tales como la depresión, las enfermedades de la piel, diversas enfermedades neuróticas y psicóticas, trastornos hormonales, trastornos orgánicos de componente psicosomática e incluso la tendencia a sufrir accidentes de tráfico.
A principios de los años ochenta elabora un sistema de análisis que consiste en la simplificación al máximo de los rasgos de la escritura y que busca la unidad de medida de la escritura, que sería el trazo. Este análisis caracterizaría a la escuela que posteriormente se denominaría de la “Grafología Racional".
Su sistema queda reflejado en su obra La curación por la escritura y en sus cuadernillos para la curación por la escritura (no publicados).
A lo largo de la década continúa investigando, enseñando su técnica a centenares de grafólogos interesados y atendiendo con este sistema a cerca de un millar de enfermos.
Durante la última etapa de su vida trabajó en su propio gabinete, el Gabinete de Aplicación e Investigación de la Grafología trabajando en el perfeccionamiento de su método de Grafoterapia, y tratando numerosos casos de patologías con este sistema.

## Deceso
Falleció en Madrid en 1993, dejando su legado a una generación de grafólogos que actualmente trabajan e investigan con su sistema. Su hija, la psicóloga clínica Rebeca Lledó, utiliza  en la terapia con sus pacientes el sistema de Grafología Racional y las técnicas de Grafoterapia. Asimismo organiza e imparte cursos a psicólogos, grafólogos, terapeutas y maestros  sobre ambos saberes continuando así el legado y las investigaciones de su padre.

## Frase de su autoría
"Con tres colores se forma la gama infinita de tonalidades;
con siete notas, todas las melodías;
con diez números, todas las operaciones;
y con doce trazos, todas la escrituras". Vicente Lledó (1932-1993)